# Cladonia polyscypha
Cladonia polyscypha är en lavart som beskrevs av Ahti & L. Xavier. Cladonia polyscypha ingår i släktet Cladonia och familjen Cladoniaceae.   Inga underarter finns listade i Catalogue of Life.